# 커트 폴
커트 폴(Kurt Paul, 1953년 1월 1일 ~ )은 미국의 배우, 텔레비전 배우, 스턴트 배우이다.
미국에서 태어났다.

## 영화
- 슈퍼내츄럴 (2005년)
- 더 바이크 스쿼드 (2002년)
- 킬링 타겟트 (1996년)
- A 특공대 - TV시리즈 (1983년)